# قسم عسلوية الريفي (مقاطعة عسلوية)
قسم عسلوية الريفي (بالفارسية: دهستان عسلویه) هي قسم تقع في إيران في قسم. يقدر عدد سكانها بـ 27,228 نسمة .